# Campeonato Mundial de Esgrima de 1952
El XXII Campeonato Mundial de Esgrima se celebró en Copenhague (Dinamarca) en 1952 bajo la organización de la Federación Internacional de Esgrima (FIE) y la Federación Danesa de Esgrima.

## Medallistas

### Femenino
| Evento              | Oro                                                         | Plata | Bronce                                                                                      |
| ------------------- | ----------------------------------------------------------- | --- | ------------------------------------------------------------------------------------------- |
| Florete por equipos | Ilona Elek Margit Elek Magdolna Kovács Magda Zsabka Hungría | Catherine Delbarre Odette Drand Renée Garilhe Françoise Gouny Lylian Guyonneau Françoise Mailliard Francia | Irene Camber · Alberta Lorenzoni · Velleda Cesari · Silvia Strukel · Jenny Zanelli · Italia |

## Medallero
| Núm. | País    | Oro | Plata | Bronce | Total |
| ---- | ------- | --- | ----- | ------ | ----- |
| 1    | Hungría | 1   | 0     | 0      | 1     |
| 2    | Francia | 0   | 1     | 0      | 1     |
| 3    | Italia  | 0   | 0     | 1      | 1     |
|      | TOTAL   | 1   | 1     | 1      | 3     |